# Reliquie des Heiligen Pankratius
Die Reliquie des Heiligen Pankratius ist ein kunstvoll gefasstes Skelett, das dem frühchristlichen Märtyrer Pankratius zugeschrieben wird. Sie zählt zu den eindrucksvollsten Beispielen barocker Reliquienverehrung und wurde im Jahr 1776 für 4300 Gulden von dem Augsburger Silberschmied Joseph Anton Seethaler gefasst. Heute befindet sich die Reliquie in der Kirche Stadtkirche St. Nikolaus in der Stadt Wil SG im Kanton St. Gallen, Schweiz, wo sie seit über 350 Jahren verehrt wird.